# 유영숙
유영숙(劉榮淑, 1955년 5월 29일 ~ )은 대한민국의 생화학자이며, 제14대 환경부 장관을 역임하였다.

## 학력
- 진명여자고등학교 졸업
- 이화여자대학교 화학 학사
- 이화여자대학교 대학원 석사
- 오리건 대학교 대학원 생화학 박사

## 경력
- 한국과학기술연구원 도핑컨트롤센터 선임연구원
- 한국과학기술연구원 생체분자기능연구센터 책임연구원
- 서강대학교 생명과학과 객원교수
- 연세대학교 생화학과 객원교수
- 한양대학교 생화학과 객원교수
- 고려대학교 생명공학원 객원교수
- 과학기술부 뇌연구촉진심의회 심의위원
- 한국과학기술연구원 생체과학연구부 생체대사연구센터장
- 한국과학기술연구원 생체과학연구부장
- 한국생화학분자생물학회 이사
- 한국과학기술연구원 생체과학연구본부장
- 대한화학회 이사
- 여성생명과학기술포럼 회장
- 한국기술벤처재단 전문위원
- 과학기술정책연구소 전문위원
- 한국과학문화재단 과학기술홍보대사
- 한국과학기술연구원 부원장
- 환경부 장관
- 한국과학기술연구원 분자인식연구센터 책임연구원
- 생화학분자생물학회 회장
- 강원연구원 자문위원회 환경 자문위원
- 바른정당 과학기술행정위원
- 바른미래당 환경과학기술교육행정위원
- 2020.1~2025.1 제5대 기후변화센터 이사장
- 2021.3~ 포스코 사외이사
- 포스코 ESG위원회 위원
- 포스코 평가보상위원회 위원
- 포스코 평가보상위원회 위원장

## 수상
- 제3회 아모레퍼시픽 여성과학자상
- 제12회 한국 로레알 유네스코 여성생명과학상 학술진흥상

## 참고
| 전임 이만의 | 제14대 환경부 장관 2011년 6월 2일 ~ 2013년 3월 11일 | 후임 윤성규 |